# Sven-Olov Sjödelius
Sven-Olov Sjödelius (Nyköping, 13 giugno 1933 – 30 marzo 2018) è stato un canoista svedese.

## Palmarès
- Giochi olimpici

Roma 1960: oro nel K2 1 000 metri.
Tokyo 1964: oro nel K2 1 000 metri.
- Mondiali - Velocità

Copenaghen 1950: argento nel K4 1 000 metri.
Praga 1958: bronzo nel K1 4x500 metri.
Jajce 1963: argento nel K1 10 000 metri.